# سازمان ثبت احوال کشور
سازمان ثبت احوال کشور یکی از سازمان‌های دولتی ایران است که جمع‌آوری اطلاعات و آمار جمعیتی کشور ایران را بر عهده دارد. این سازمان با وظایف و عملکردی مستقل، از نهادهای زیرمجموعه وزارت کشور است. این سازمان وظیفه تهیه اطلاعات ثبتی اساسی مانند زاد و ولد، مرگ‌ومیر و ازدواج و نیز صدور مدارک هویتی مانند شناسنامه را بر عهده دارد. رئیس این سازمان در حال حاضر هاشم کارگر است.

## تاریخچه
در گذشته ثبت امور مربوط به ولادت و ازدواج در ایران به صورت سنتی بیشتر با مراجعه به روحانیون، ریش سفیدان محله یا بزرگان قوم انجام می‌گرفت. ثبت احوال به شیوهٔ کنونی با الگوبرداری از اروپا در ایران رواج یافت. بر اساس مصوبه هیئت وزیران در تاریخ ۲۰ آذر ماه ۱۲۹۷ خورشیدی، مقررات تشکیل اداره سجل احوال در وزارت کشور تهیه شد و نخستین شناسنامه برای دختری بنام فاطمه ایرانی در تاریخ ۳ دی همان سال صادر شد. از سال ۱۳۰۴ شمسی، بر اساس قانون، دریافت شناسنامه برای کلیه شهروندان ایرانی در مناطقی که در آنها اداره سجل احوال دایر بود الزامی شد. اداره کل احصائیه و سجل احوال بر اساس مصوبه ۲۰ خرداد ۱۳۰۷ با وظایف مستقل و به عنوانی نهادی وابسته به وزارت کشور کار خود را آغاز کرد. با بازنگری وظایف و آئین‌نامه‌های مربوط به این نهاد، نام آن در سال ۱۳۱۹ به اداره کل آمار و ثبت احوال تغییر یافت. آخرین بار در سال ۱۳۵۵ با تعریف وظایف و ساختار جدید، این نهاد به نام کنونی یعنی سازمان ثبت احوال کشور تغییر نام داد. پس از انقلاب ایران (۱۳۵۷)، برخی وظایف و آئین‌نامه‌های این سازمان در سال ۱۳۶۳ مورد بازنگری مجلس شورای اسلامی قرار گرفت.

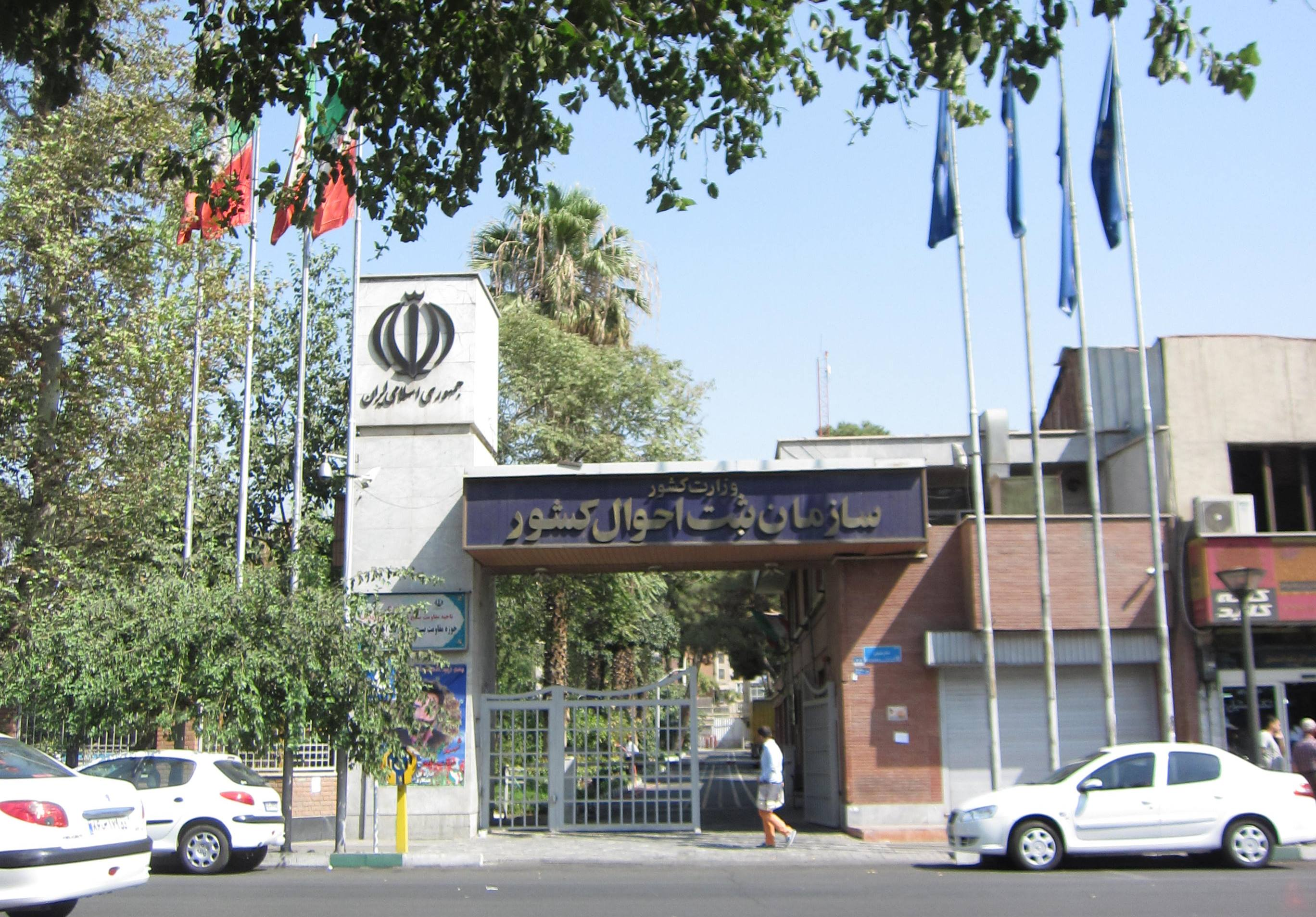
سازمان ثبت تهران

## ساختار و تشکیلات
سازمان ثبت احوال دارای یک حوزه ستادی و سی و یک اداره کل در سی و یک استان کشور است. ساختار اداری هر اداره کل تقریباً مشابه ساختار حوزه ستادی است. حوزه ستادی دارای سه معاونت و شش اداره کل است. رئیس سازمان ثبت احوال کشور معاون وزیر کشور به حساب می‌آید.

## وظایف سازمان
سازمان ثبت احوال وظیفه گردآوری چهار دسته اطلاعات اصلی جمعیتی را برعهده دارد: ثبت تولد (ولادت)،
ثبت مرگ، ثبت ازدواج و ثبت طلاق. بر اساس مصوبه سال ۱۳۶۳ مجلس شورای اسلامی، وظایف سازمان به شرح زیر است:
1. ثبت تولد و صدور شناسنامه برای نوزادان
2. ثبت مرگ وصدور گواهی وفات
3. تعویض شناسنامه
4. ثبت ازدواج و طلاق و نقل تحولات
5. صدور گواهی ولادت برای شهروندان خارجه
6. تنظیم دفاتر ثبت کل وقایع و نام خانوادگی
7. تهیه آمارهای جمعیتی[۵]

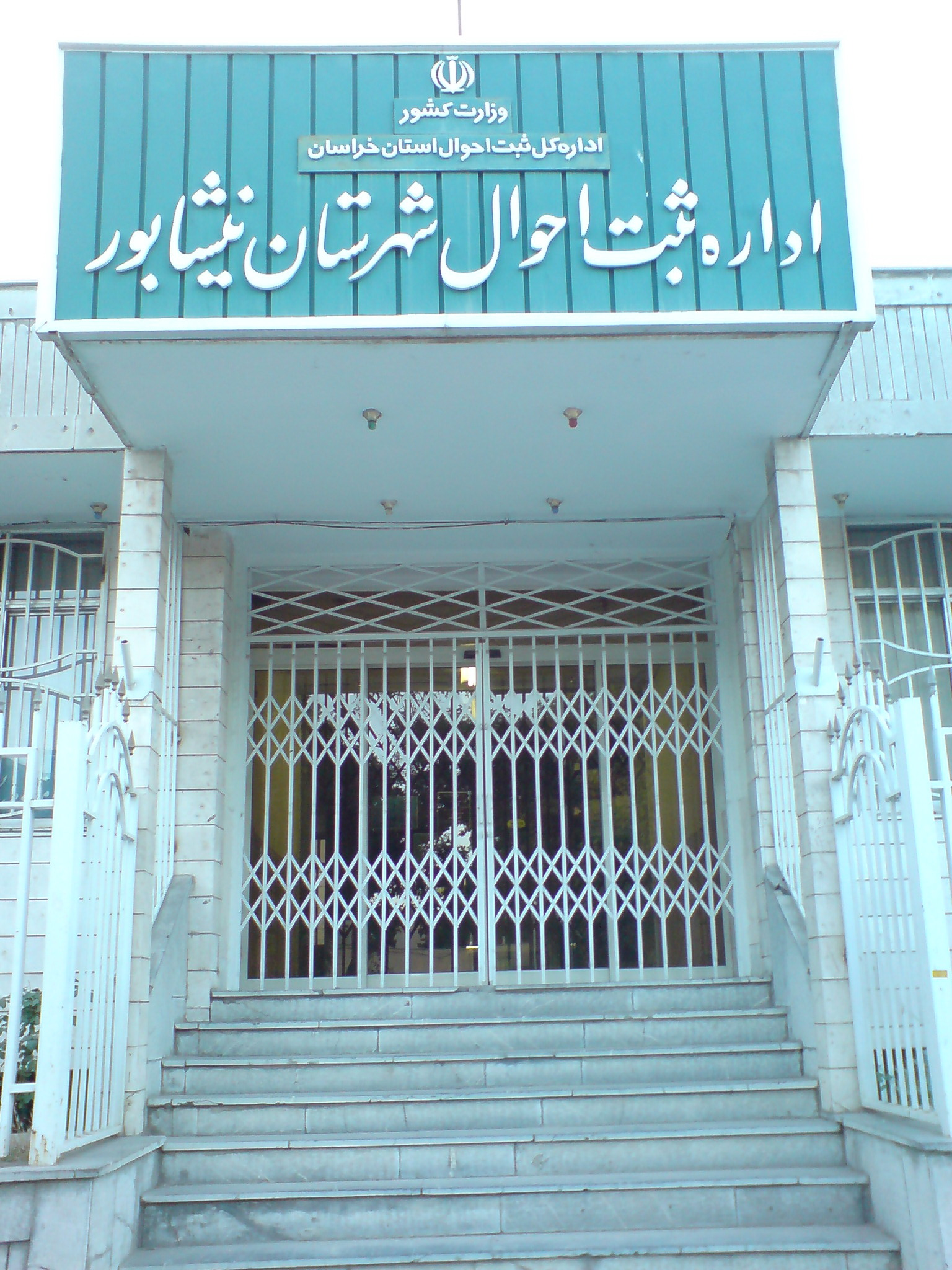

علاوه بر موارد فوق صدور کارت شناسایی ملی همراه با شماره ملی و کد پستی ۱۰ رقمی برای افراد بالای پانزده سال ایران از دیگر وظایف این سازمان است.

## بازنگری و اصلاح قانون ثبت احوال
طرح بازنگری و اصلاح قانون ثبت احوال در شهریور ماه ۱۳۹۶ به تصویب شورای عتف وزارت علوم رسید. مطالعات گسترده از زمان تدوین طرح پژوهشی آغاز شد و تاکنون ادامه دارد که حاصل این مطالعات ارائه نسخه بازنگری شده قانون ثبت احوال است. پژوهشکده حقوق و قانون ایران به عنوان مجری این پروژه انتخاب شده است.

## پایگاه اطلاعات جمعیت کشور
تا دی ۱۳۹۷ اطلاعات ۱۱۳ میلیون ایرانی در آن ثبت شده بود و پایگاه اطلاعات جمعیتی کشور آمار وقایع حیاتی جمعیت کشور شامل تولد، مرگ، ازدواج و طلاق یا جابه‌جایی افراد به صورت آنلاین محاسبه، تفکیک و دسته‌بندی می‌کند.۶۰ بیمارستان این پادا وصل است.